# Acrocinus
Acrocinus is een kevergeslacht uit de familie van de boktorren (Cerambycidae). De wetenschappelijke naam van het geslacht werd voor het eerst geldig gepubliceerd in 1806 door Illiger.

## Soorten
Acrocinus is monotypisch en omvat slechts de volgende soort:
- Acrocinus longimanus (Linnaeus, 1758)